# Szilaspogony
Szilaspogony é um município da Hungria, situado no condado de Nógrád. Tem 14,4 km² de área e sua população em 2015 foi estimada em 298 habitantes.